# Daniel Sahuleka
Daniel Sahuleka (Semarang, 6 december 1950) is een tekstschrijver en zanger. Als zanger heeft hij een kenmerkende stijl van gitaar en zang, waarbij zijn voet-beat een belangrijke rol speelt. Sahuleka heeft een oeuvre opgebouwd van ruim 110 composities.
In Nederland vooral succesvol in de jaren zeventig en tachtig (onder de naam Daniel, zonder achternaam), bleven zijn liefdesliederen – vaak kleine verhalen op zich – onverminderd populair in Indonesië. In 1983 maakt hij samen met Ad Visser het nummer Giddyap a gogo.

## Biografie
Sahuleka is van Ambonese afkomst met een Soendanees-Chinese moeder. Zijn ouders en zijn twee zussen vluchtten in 1970 naar Nederland en via Westerbork kwamen ze terecht in woonvorm Kamp Vosseveld in Winterswijk. Hij koestert een warme band met zijn vaderland en tijdens zijn zesde tournee in 2006 werd hij door gouverneur Sutyoso tot ereburger van Jakarta benoemd, en enkele maanden later tot toeristisch ambassadeur. In hetzelfde jaar ontving Daniel de hoogste muziekonderscheiding van de PAPPRI, de Indonesische associatie van artiesten, componisten en arrangeurs, met name voor het thema Van en naar Indonesië en zijn song I adore you. In 2010 ontving Daniel een culturele prijs voor zijn oeuvre.
Technisch geassisteerd door zijn zoons, nam Daniel op 31 januari 2006 de dvd If I Didn't op in Theater De Regentes, Den Haag. In februari 2007 werd deze dvd in Singapore en in Indonesië uitgebracht. In maart 2007 kwam het album binnen in de top 3 van Disc Tarra Indonesië. De dvd en diverse cd's zijn op de website van zijn eigen muzieklabel Sunflight verkrijgbaar.
In mei 2009 waren 109 Sahuleka-tracks van iTunes Store te downloaden. In juli 2012 kreeg Daniel de Indonesian Diaspora Award uitgereikt door de ambassadeur van Indonesië in de Verenigde Staten, Dino Patti Djalal.
In 2017 verkocht hij zijn gitaar voor 62 miljoen roepiah voor het goede doel: een Indonesische stichting die zich inzet tegen kanker.

## Discografie

### Singles
- 1976 You Make My World So Colorful
- 1976 Marie Claire
- 1977 Love To Love You
- 1977 The Change
- 1978 Long Distance Highway
- 1979 Finally Home Again
- 1980 Don't Sleep Away The Night
- 1981 We'll Go Out Tonight
- 1981 Wake Up
- 1982 Ev'rybody Feel The Groove
- 1982 Viva La Libertad
- 1983 Giddyap a gogo (Ad Visser - Sobriëtas)
- 1983 Ev'ry Day It Should Be Christmas
- 1983 Such Luck
- 1983 Skankin'
- 1984 Dance In The Street
- 1985 Let Us All Be One
- 1990 Imagine
- 1993 I Adore You
- 1993 You Make My World So Colourful live
- 1995 Bulan Pakai Payung
- 1995 Simphoni
- 1996 Dust of Life
- 1998 How nice
- 1998 How I love

### Albums
- 1976 Sahuleka 1
- 1978 Sahuleka 2
- 1981 Sunbeam
- 1990 The Loner
- 1991 Hey, It's Good To See You Back Again
- 1993 I Adore You - Live
- 1995 RahASIA
- 1996 Sahuleka's World
- 1998 After The Jetlag
- 2003 Colorfool
- 2006 If I Didn't - DVD Live
- 2007 Christmas Love
- 2008 Eastern Journeys
- 2009 reMAKE mySTYLE
- 2015 Dad's Request- Songs American Songbook